# Heinrich Kühn (Entomologe)
Heinrich Kühn (* 8. Februar 1860 in Erlbach; † 26. August 1906 in Surabaya) war ein deutscher Naturalienhändler, Forschungsreisender und Entomologe.

## Leben
Heinrich Kühn trat 1882 im Auftrag von Heinrich Ribbe gemeinsam mit dessen ältestem Sohn Carl Ribbe eine Reise nach Niederländisch-Indien an, sammelte mit diesem auf Celebes und den Aru-Inseln, erforschte nach der Trennung von Carl Ribbe noch die Ostküste von Celebes und die Insel Bangkai und kehrte 1886 nach Deutschland zurück. Im Jahr 1885 waren durch den Entomologen Johannes Röber zwischenzeitlich zu dieser Zeit bereits die ersten Bearbeitungen des Sammlungsmaterials erfolgt.
Im Jahr 1887 bereiste er den Malayischen Archipel und sammelte mit Johan Adrian Jacobsen ethnographische Objekte für das Museum für Völkerkunde Berlin. Während Jacobsen 1888 nach Deutschland heimkehrte, blieb Kühn im südöstlichen Bereich der Molukken auf den Kei-Inseln, um eine Sägemühle zu betreiben und eine Kokosplantage anzulegen. Nachdem der wirtschaftliche Erfolg ausblieb, widmete er sich wieder vermehrt der Sammeltätigkeit und sammelte auf den Kleinen Sunda-Inseln, Südwest-Inseln, Damarinseln, Banda-Inseln und der Nordwest-Spitze von Neuguinea. Die Sammelergebnisse dieser Reisen, die vor allem Vögel, Schmetterlinge und Käfer beinhalten und den Schwerpunkt seiner Forschertätigkeit bilden, übereignete er vor allem Walter Rothschild, 2. Baron Rothschild für dessen 1892 im Tring Park in Tring eröffnetes Walter Rothschild Zoological Museum. Seine Funde wurden bearbeitet und in mehreren Arbeiten in den von W. v. Rothschild herausgegebenen Novitates Zoologicae veröffentlicht. Zu Ehren von Heinrich Kühn wurden dabei in der Folge zahlreiche Vögel, Schmetterlinge und Käfer benannt.
Im Jahr 1903 kehrte er auf der Suche nach Investoren für sein Plantagen-Unternehmen nach Deutschland zurück, heiratete wenig später in London eine Engländerin und unternahm im Frühjahr 1905 gemeinsam mit seiner Ehefrau einen Neustart in Tual auf den Kei-Inseln, starb aber bereits im Folgejahr infolge eines krebsartigen Geschwüres am Oberkiefer in einem Krankenhaus in Surabaya.
Er war seit 1887 Mitglied des Entomologischen Vereins Iris zu Dresden.
Der Ornithologe Ernst Hartert benannte ihm zu Ehren unter anderem den Ambonbrillenvogel Zosterops kuehni Hartert, 1906, und die nur auf der indonesischen Insel Kisar vorkommende Kisar-Schleiereule Tyto alba kuehni Hartert, 1929, eine Unterart der Schleiereule.
Das Museum für Völkerkunde Dresden erwarb im November 1883 die ersten von Carl Ribbe und Heinrich Kühn auf den Aru-Inseln gesammelten Kulturgüter. Der Ankauf der Kühn-Sammlung für das Ethnographische Museum wurde überwiegend vom deutschen Forschungsreisenden, Anthropologen und Mäzen Arthur Baessler finanziert.

## Schriften (Auswahl)
- Excursionen im ostindischen Archipel. In: Correspondenz-Blatt des Entomologischen Vereins "Iris" zu Dresden, 1, Dresden 1. Oktober 1884, Seite 4–8. (Digitalisat).
- Instinct oder Ueberlegung. In: Correspondenz-Blatt des Entomologischen Vereins "Iris" zu Dresden, 4, Dresden 15. Juni 1887, Seite 118. (Digitalisat).
- Zur Kenntniss indischer Lepidopterenlarven. In: Correspondenz-Blatt des Entomologischen Vereins "Iris" zu Dresden, 4, Dresden 15. Juni 1887, Seite 179–183. (Digitalisat).